# 네팔 아미 클럽
네팔 아미 클럽은 네팔의 축구단이다. 현재 마티어스 메모리얼 A 디비전 리그에 참가하고 있다.

## 우승
- 마티어스 메모리얼 A 디비전 리그: 1957–58

## 선수 명단

### 현역
- 나바유그 수레스타(2015 ~ )
- 바라트 카와스(2012 ~ )
- 조지 프린스 카르키(2015 ~ )
- 지텐드라 카르키(2012 ~ )

## 같이 보기
- 네팔 폴리스 클럽
- 마터스 메모리얼 A 디비전 리그